# Auguste Rougevin
Auguste Rougevin, né le 26 mars 1794 à Paris et mort le 31 mars 1878 dans la même ville, est un architecte français. Il a notamment institué le prix rougevin, qui a ensuite donné son nom au Rougevin, fête traditionnelle des élèves architectes de l'École des beaux-arts de Paris.

## Biographie
Il est nommé architecte de l'hôtel des Invalides en 1832, fonction qu'il conserve jusqu’en 1859. En 1820, on lui confie la conception du Théâtre du Gymnase Marie-Bell. Dès 1825, il lotit le jardin de la plaine des Sablons à Neuilly-sur-Seine, qui ont formé Sablonville .
Il est également membre de la société centrale des architectes, de 1840 à 1878.
Il est nommé chevalier de la Légion d'honneur le 15 avril 1846.
En 1857, il crée un concours annuel d’architecture à l’École des beaux-arts, connu aujourd’hui sous le nom de « concours Rougevin ». C’est un concours d’ornements en mémoire de son fils, Joseph Auguste Rougevin (1831-1856), élève de l’École des beaux-arts, décédé au cours d’un voyage d’études en Italie.
Il est enterré au cimetière du Père-Lachaise.